# Instant insurance
Una instant insurance (traduzione: assicurazione istantanea) è una micro polizza assicurativa che copre eventi specifici e spesso imminenti e che dunque può essere sottoscritta rapidamente; copre un arco di tempo limitato, anche giornaliero, in concomitanza con eventi particolari. 
Nasce come collaborazione tra start-up insurtech e compagnie assicurative e si presenta come prodotto pay-per-use: il pagamento della polizza avviene in base al suo effettivo utilizzo. 

## Nascita e diffusione
A livello globale è da tempo che piattaforme online di streaming o food delivery offrono, in tempi brevi e in modo facile, servizi specifici sulla base delle esigenze momentanee dei clienti. È in questo contesto che l’assicurazione sviluppa un modello on-demand. 
A luglio 2017 Axa Italia lancia la prima instant insurance grazie alla partnership con l'insurtech Neosurance. "Al Volo" è il primo prodotto di assicurazione istantanea dedicato a una community, Tiassisto24. È un’assicurazione viaggio che offre il rimborso delle spese mediche e l’assistenza medica 24 ore su 24. 
É proprio a partire dal 2017 che, in Italia, le polizze istantanee hanno cominciato a diffondersi nei settori viaggi e infortuni sportivi non agonistici, ad esempio quelli legati allo sci o alla bicicletta.  Ad oggi l'assicurazione istantanea si sta ampliando coprendo rischi legati al settore della sharing mobility o il rimborso di eventuali spese mediche durante un viaggio. 

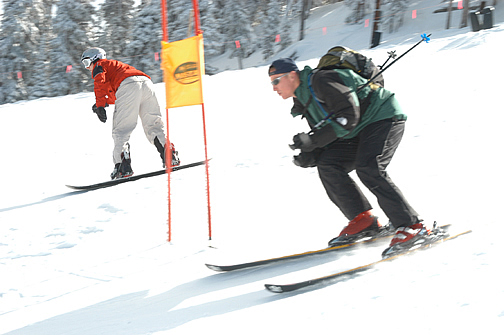
La polizza di responsabilità civile per danni a terzi è obbligatoria, dal primo gennaio 2022, per tutti gli sciatori che frequentano gli impianti.

L'assicurazione obbligatoria dello sciatore (RC) costituisce ad oggi una delle forme di instant insurance a maggiore incremento in Italia. 

## Caratteristiche

### Parti contrattuali
L'instant insurance, in quanto polizza, è anch'essa un contratto vincolante che coinvolge assicuratore, contraente, beneficiario e assicurato. 
L'assicuratore è il soggetto che assume il rischio attraverso il contratto assicurativo, garantisce l'efficacia del contratto e raccoglie il premio. 
Il contraente è colui che sottoscrive la polizza e paga il premio. L'assicurato è il soggetto esposto al rischio che viene tutelato dalla copertura assicurativa ma che non è tenuto a versare il premio. Il beneficiario è il soggetto a cui effettivamente spetta l'indennizzo in caso in cui si verifichi l'evento assicurato. Questi tre soggetti possono o meno coincidere. 

### Vantaggi e svantaggi
Per il cliente, i vantaggi di un'assicurazione istantanea sono numerosi. La sottoscrizione è veloce e facile, può avvenire anche tramite smartphone in qualsiasi luogo e a qualunque orario, stante l'impostazione ad elevata tecnologia di questa tipologia di contratto. L'utilizzo di strumenti digitali e l'accesso ai big data permettono di velocizzare l'emissione della polizza. 
Le coperture sono mirate a esigenze e target di clientela specifici in modo che i bisogni assicurativi siano soddisfatti in maniera esatta e puntuale. Generalmente i premi sono esigui perché proporzionati ai costi di emissione contenuti e a un periodo di rischio ristretto. 
Le procedure di indennizzo sono per lo più rapide se relative ad esempio a rimborsi spese, ma non si escludono periodi di liquidazione più ampi in caso di sinistri a maggiore complessità come quelli occorsi in caso di invalidità.
Difficile è la valutazione da parte delle compagnie assicurative della rischiosità del cliente anche in ottica antifrode. 

### Liquidazione del sinistro
Per sinistro si intende il verificarsi dell'evento per il quale è presente la garanzia assicurativa. L'evento corrisponde al rischio assicurato.  
L'assicurato deve avvisare la compagnia assicuratrice del sinistro entro tre giorni da quello in cui il sinistro si è verificato o l’assicurato ne ha avuta conoscenza. Il risarcimento o indennizzo è la somma che viene liquidata dalla compagnia all'avente diritto (assicurato, beneficiario, terzo danneggiato). 
Il processo di liquidazione di una instant insurance si articola, come per la polizza tradizionale, in varie fasi. Generalmente sinistri complessi richiedono l'intervento di un perito che accerti i danni mentre per sinistri a bassa rilevanza economica è sufficiente la documentazione dell'assicurato. In linea di massima la procedura si articola in:
- denuncia del sinistro. Il contraente denuncia l'evento alla compagnia assicurativa,
- verifica da parte della compagnia della validità e operatività del contratto. Se l'assicurato non ha pagato il premio la compagnia non prenderà a carico il sinistro,
- protocollo del sinistro e, se necessario, nomina del perito,
- comunicazione all'assicurato della presa in carico del sinistro e dei nomi di perito e liquidatore. Il liquidatore esamina la pratica e, in caso di esito positivo, provvede al bonifico dell'importo dovuto all'avente diritto.

Il processo di liquidazione viene considerato concluso a quietanza liberatoria. 

## Tecnologie coinvolte
L'instant insurance prevede generalmente l'utilizzo di un sistema di raccolta dati e di un algoritmo per la loro elaborazione. Ove possibile, grazie all'intelligenza artificiale i dati raccolti vengono analizzati in modo da proporre all'assicurato le soluzioni più indicate a soddisfare il bisogno assicurativo. Il monitoraggio dello stato del cliente e dei rischi a lui associati e l'elaborazione dei relativi dati si traducono nell'offerta assicurativa che è misurata dal rischio calcolato dall'elaborazione dei dati. 
Le piattaforme digitali, associate a tecnologie, raccolgono informazioni sull'assicurato quali geo-localizzazione e dettaglio di pagamenti. Agenzie pubbliche forniscono ulteriori dati tra cui informazioni stradali, previsioni meteo e aggiornamenti su ritardi e cancellazioni di voli e treni, ad esempio utili nelle assicurazioni viaggio. 

## Differenze con la polizza tradizionale
L’automatizzazione e la digitalizzazione dei processi rappresenta una delle principali differenze tra polizze tradizionali e istantanee: le polizze tradizionali richiedono più passaggi, firme e controlli.  Diverso è anche il bisogno assicurativo: chi sottoscrive una polizza istantanea è interessato ad assicurarsi velocemente, coprendosi da un rischio imminente. 
Con l'assicurazione istantanea assistiamo a una disintermediazione e quindi la relazione tra compagnia assicurativa e cliente è diretta. 
Dal punto di vista giuridico la polizza temporanea, a differenza della polizza tradizionale, non è regolata dall'articolo 58 del Reg. IVASS n. 40/2018 (emendato dal Provvedimento IVASS n. 97/2020). Tale articolo disciplina la valutazione di coerenza o adeguatezza dei prodotti assicurativi. L'articolo prevede che l'assicurazione proponga al cliente contratti coerenti alle sue richieste ed esigenze. A tal fine il distributore prima della sottoscrizione del contratto deve acquisire dal contraente dati utili alla valutazione delle sue esigenze per poi fornire in modo chiaro e oggettivo informazioni e caratteristiche del prodotto tra cui costi, durata e limiti della copertura. Il contraente è così messo nelle condizioni di prendere una decisione informata. 

### Impatto Insurtech sul settore assicurativo
L'assicurazione istantanea beneficia del fenomeno insurtech che ha un forte impatto sul piano dell'attività di impresa, su quello della creazione ed ideazione dei prodotti assicurativi e sulla distribuzione. 
L'impatto tecnologico cambia le tecniche di distribuzione includendo, ad esempio, lo smartphone. Il cliente viene coinvolto direttamente nella progettazione e nella creazione della copertura assicurativa, conseguenza anche di modifiche legislative. In questo modo il cliente può includere i parametri più funzionali al tipo di rischio a cui ritiene di essere esposto. 

## Procedure IVASS
Le procedure di vendita, per quanto rapide, devono essere conformi ai provvedimenti emessi dall'IVASS per la tutela del cliente e, allo stesso tempo, del settore assicurativo in caso di sfiducia da parte del contraente.
Il Provvedimento IVASS n. 97/2020 che disciplina la valutazione di coerenza, viene annullato da parte del Tribunale Amministrativo Regionale del Lazio per la semplicità e l'immediatezza delle polizze nonché per la stretta connessione tra polizza sottoscritta e specifico bisogno individuato. È diretta l'associazione tra esigenza e offerta. L'assicurazione temporanea rivoluziona le caratteristiche dei contratti.
Per quanto riguarda gli obblighi in materia di informativa precontrattuale, l'art. 56 del Reg. IVASS n. 40/2018 prevede che l'acquisto della polizza sia preceduto dalla presa visione del cliente del set informativo composto da:
- informativa sul distributore (c.d. Allegato 3)
- informazioni sulla distribuzione del prodotto assicurativo (c.d. Allegato 4)
- l’elenco delle regole di comportamento del distributore nel caso in cui la fase precontrattuale si svolga a distanza (c.d. Allegato 4-ter)
- il documento informativo precontrattuale (DIP)
- il documento informativo precontrattuale aggiuntivo (DIP Aggiuntivo). [13]